# Triplophyllum protensum
Triplophyllum protensum là một loài thực vật có mạch trong họ Dryopteridaceae. Loài này được (Afzel. ex Sw.) Holttum miêu tả khoa học đầu tiên năm 1986.